# Eublemma tritonia
Eublemma tritonia là một loài bướm đêm trong họ Erebidae.